# Asperula garganica
Asperula garganica là một loài thực vật có hoa trong họ Thiến thảo. Loài này được Huter, Porta & Rigo ex Ehrend. & Krendl mô tả khoa học đầu tiên năm 1974.